# Спірит-Лейк (Айдахо)
Спірит-Лейк (англ. Spirit Lake) — місто в окрузі Кутенай, штат Айдахо, США. Згідно з переписом 2010 року населення становило 1945 осіб, що на 569 осіб більше, ніж 2000 року.

## Географія
Спірит-Лейк розташований за координатами 47°57′58″ пн. ш. 116°52′4″ зх. д. / 47.96611° пн. ш. 116.86778° зх. д. (47.966030, -116.867760).  За даними Бюро перепису населення США в 2010 році місто мало площу 5,92 км², уся площа — суходіл. В 2017 році площа становила 6,51 км², уся площа — суходіл.

## Демографія

### Перепис 2010 року
За даними перепису 2010 року, у місті проживало 1 945 осіб у 739 домогосподарствах у складі 530 родин. Густота населення становила 327,9 ос./км². Було 797 помешкань, середня густота яких становила 134,4/км². Расовий склад міста: 96,3 % білих, 0,2 % афроамериканців, 0,5 % індіанців, 0,4 % азіатів, 0,1 % тихоокеанських остров'ян, 0,6 % інших рас, а також 1,9 % людей, які зараховують себе до двох або більше рас. Іспанці та латиноамериканці незалежно від раси становили 2,8 % населення.
Із 739 домогосподарств 38,0 % мали дітей віком до 18 років, які жили з батьками; 53,9 % були подружжями, які жили разом; 11,4 % мали господиню без чоловіка; 6,5 % мали господаря без дружини і 28,3 % не були родинами. 22,6 % домогосподарств складалися з однієї особи, в тому числі 7,4 % віком 65 і більше років. У середньому на домогосподарство припадало 2,63 мешканця, а середній розмір родини становив 3,06 особи.
Середній вік жителів міста становив 37,8 року. Із них 27,7 % були віком до 18 років; 6,6 % — від 18 до 24; 24,4 % від 25 до 44; 29,4 % від 45 до 64 і 11,9 % — 65 років або старші. Статевий склад населення: 50,3 % — чоловіки і 49,7 % — жінки.
Середній дохід на одне домашнє господарство  становив 47 960 доларів США (медіана — 36 688), а середній дохід на одну сім'ю — 52 658 доларів (медіана — 43 021). Медіана доходів становила 40 037 доларів для чоловіків та 26 215 доларів для жінок. За межею бідності перебувало 18,9 % осіб, у тому числі 31,8 % дітей у віці до 18 років та 5,0 % осіб у віці 65 років та старших.
Цивільне працевлаштоване населення становило 830 осіб. Основні галузі зайнятості: роздрібна торгівля — 24,9 %, мистецтво, розваги та відпочинок — 12,8 %, освіта, охорона здоров'я та соціальна допомога — 12,5 %.

### Перепис 2000 року
За даними перепису 2000 року, в місті проживало 1 376 осіб у 517 домогосподарствах у складі 369 родин. Густота населення становила 279,6 ос./км². Було 587 помешкань, середня густота яких становила 119,3/км². Расовий склад міста: 95,57 % білих, 0,15 % афроамериканців, 0,65 % індіанців, 0,15 % азіатів, 0,07 % тихоокеанських остров'ян, 1,45 % інших рас і 1,96 % людей, які зараховують себе до двох або більше рас. Іспанці та латиноамериканці незалежно від раси становили 2,40 % населення.
Із 517 домогосподарств 37,9 % мали дітей віком до 18 років, які жили з батьками; 55,7 % були подружжями, які жили разом; 10,4 % мали господиню без чоловіка, і 28,6 % не були родинами. 22,8 % домогосподарств складалися з однієї особи, в тому числі 7,4 % віком 65 і більше років. У середньому на домогосподарство припадало 2,66 мешканця, а середній розмір родини становив 3,07 особи.
Віковий склад населення: 29,9 % віком до 18 років, 5,7 % від 18 до 24, 30,1 % від 25 до 44, 24,2 % від 45 до 64 і 10,1 % років і старші. Середній вік жителів — 36 років. Статевий склад населення: 48,6 % — чоловіки і 51,4 % — жінки.
Середній дохід домогосподарств у місті становив $28 854, родин — $32 337. Середній дохід чоловіків становив $25 875 проти $18 092 у жінок. Дохід на душу населення в місті був $13 592. Приблизно 11,6 % родин і 16,4 % населення перебували за межею бідності, включаючи 20,8 % віком до 18 років і 6,3 % від 65 і старших.